# Mednikarovo, Stara Zagora
Mednikarovo (în bulgară Медникарово) este un sat în comuna Gălăbovo, regiunea Stara Zagora,  Bulgaria. 

## Demografie
Componența etnică a satului Mednikarovo
     Bulgari (98,57%)
     Nicio identificare (1,42%)
     Altele (0%)
La recensământul din 2011, populația satului Mednikarovo era de 491 locuitori. Din punct de vedere etnic, majoritatea locuitorilor (98,57%) erau bulgari. Pentru 1,42% din locuitori nu este cunoscută apartenența etnică.